# Niels Peter Arboe Rasmussen
Niels Peter Arboe Rasmussen, född 1 april 1866 och död 1944, var en dansk präst.
I en serie arbeten, Bemærkinger til Problemet Guds Sön (1902-03), De sidste Blade af Jesu Livshistorie (1906), Om Trosbekendelsen og Præstelöftet (1913), förfäktade Arboe-Rasmussen en radikal teologi, som väckte oro i kyrkan. Till något ingripande kom det först 1913, då han sökte en prästtjänst på Falster. För att hindra hans utnämning blev han rättsligt åtalad, men frikändes och utnämndes till den sökta tjänsten 1917, från vilken han dock 1920 tog avsked.